# John Slattery

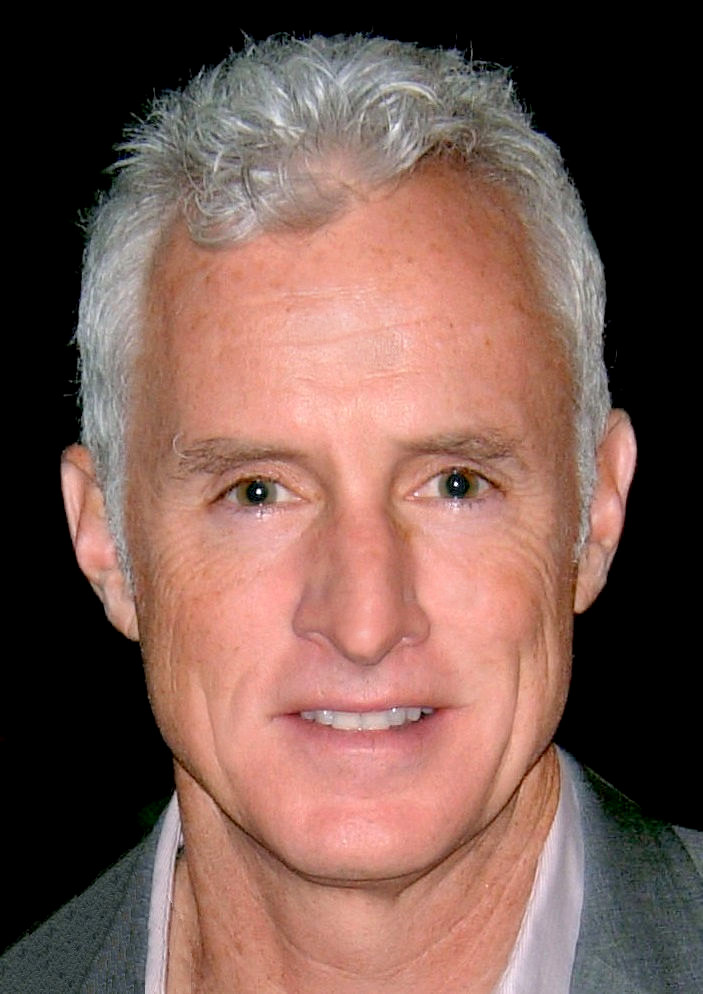
John Slattery im September 2008

John Slattery (* 13. August 1962 in Boston, Massachusetts) ist ein US-amerikanischer Film-, Theaterschauspieler und Regisseur.

## Leben
John Slattery ist das fünfte von sechs Geschwistern. Er wuchs in Boston auf und machte 1984 seinen Bachelor an der Katholischen Universität von Amerika.
Danach zog Slattery nach Hollywood, wo er vier Jahre später, 1988, seine erste Filmrolle in der kurzlebigen Fernsehserie Dirty Dozen: The Series erhielt. In den 1990er Jahren wurde Slattery für einige bekannte Spielfilme wie Sleepers und Eraser verpflichtet. Außerdem war er in Fernsehserien wie Sex and the City, Für alle Fälle Amy, Desperate Housewives und Will & Grace präsent. Von 2004 bis 2005 wirkte er in der kurzlebigen Familienserie Jack & Bobby als Peter Benedict mit. Die Rolle des Werbeagentur-Mitbesitzers und Lebemannes Roger Sterling in der preisgekrönten 1960er-Jahre-Serie Mad Men brachte ihm 2008 und 2009 Emmy-Nominierungen ein. Sein schauspielerisches Schaffen für Film und Fernsehen umfasst mehr als 80 Produktionen.
Slattery verkörperte in mehreren Marvel-Filmen die Rolle des Howard Stark, dem Vater von Tony Stark bzw. Iron Man.
Neben seiner Arbeit vor der Kamera steht Slattery seit 1989 auch auf Theaterbühnen und debütierte 1993 am Broadway in Neil Simons Stück Laughter on the 23rd Floor. Slattery ist ebenso politisch aktiv und Mitglied der Demokratischen Partei.
Slattery ist auch als Regisseur tätig. Zunächst verantwortete er in den Jahren 2010 bis 2013 fünf Folgen der Serie Mad Men. 2014 folgte der Spielfilm Leben und Sterben in God’s Pocket, danach drehte er einige Episoden für die Serie Love. Die Premiere seines zweiten Spielfilms Maggie Moore(s) ist für Juni 2023 angekündigt.
Seit dem 30. Dezember 1998 ist Slattery mit der Filmschauspielerin Talia Balsam verheiratet, mit der er einen Sohn hat. Seine Schwiegereltern sind Joyce Van Patten und der verstorbene Martin Balsam, beide ebenfalls Schauspieler.

## Filmografie

### Spielfilme
- 1996: Sleepers
- 1996: Eraser
- 1996: City Hall
- 1997: Brothers in Arms (My Brother’s War)
- 1998: Harvest
- 1998: The Naked Man
- 1998: Jagd auf Marlowe (Where's Marlowe?)
- 2000: Traffic – Macht des Kartells (Traffic)
- 2001: Sam the Man
- 2002: Bad Company – Die Welt ist in guten Händen (Bad Company)
- 2003: Mona Lisas Lächeln (Mona Lisa Smile)
- 2003: Station Agent (The Station Agent)
- 2004: Dirty Dancing 2 (Dirty Dancing: Havana Nights)
- 2006: Flags of Our Fathers
- 2007: Ein einziger Augenblick (Reservation Road)
- 2007: Der Krieg des Charlie Wilson (Charlie Wilson’s War)
- 2007: Underdog – Unbesiegt weil er fliegt (Underdog)
- 2010: Iron Man 2
- 2011: Return
- 2011: Der Plan (The Adjustment Bureau)
- 2012: In Our Nature
- 2013: Bluebird
- 2015: Ted 2
- 2015: Ant-Man
- 2015: Spotlight
- 2016: The First Avenger: Civil War (Captain America: Civil War)
- 2017: Churchill
- 2019: Avengers: Endgame
- 2022: Confess, Fletch
- 2023: Maggie Moore(s) (Regie und Produktion)

### Fernsehserien
- 1988: Dirty Dozen: The Series (8 Folgen)
- 1989: Ein gesegnetes Team (Father Dowling Mysteries, 1 Folge)
- 1991–1993: Ein amerikanischer Traum (Homefront, 38 Folgen)
- 1998: Party of Five (2 Folgen)
- 1998: Becker (1 Folge)
- 1998–1999: Maggie (11 Folgen)
- 1998, 2000: Law & Order (2 Folgen)
- 1999: Will & Grace (2 Folgen)
- 1999–2000: Für alle Fälle Amy (Judging Amy, 3 Folgen)
- 2000: Sex and the City (2 Folgen)
- 2001–2002: Ed – Der Bowling-Anwalt (Ed, 17 Folgen)
- 2003: K Street (10 Folgen)
- 2004–2005: Jack & Bobby (21 Folgen)
- 2007: Desperate Housewives (14 Folgen)
- 2007–2015: Mad Men (89 Folgen)
- 2010: 30 Rock (1 Folge)
- 2011: Die Simpsons (1 Folge, Sprechrolle)
- 2013: Arrested Development (3 Folgen)
- 2016: Veep – Die Vizepräsidentin (Veep, 6 Folgen)
- 2018: The Romanoffs (Folge 1x02)
- 2019: Modern Love (1 Folge)
- 2020: Mrs. America (Miniserie)
- 2020: Next (10 Folgen)
- 2022: The Good Fight (Staffel 6)
- 2023: What We Do in the Shadows (1 Folge)
- 2023: What If…? (1 Folge, Stimme)